# Magda Tagliaferro
Magda Tagliaferro (ur. 19 stycznia 1893 w Petropolis, zm. 9 września 1986 w Rio de Janeiro) – brazylijska pianistka, pedagog. Posiadała także obywatelstwo francuskie.
Studiowała w paryskim École Normale de Musique w klasie Antonina Marmontela i Alfreda Cortot. Występowała jako solistka w ponad 30 krajach. W latach 1937–1965 brała udział w pracach jury Konkursu Chopinowskiego w Warszawie. 